# Orthopedisch technicus
Een orthopedisch technicus is een paramedicus die zorgt voor het aanpassen van prothesen en orthesen. 
De orthopedisch technicus werkt doorgaans op voorschrift van de revalidatiearts of orthopedisch chirurg. De orthopedisch technicus heeft zowel kennis van de menselijke anatomie en psychologie als van de toepassingsmogelijkheden van verschillende materialen en technieken. Het kan gaan om eenvoudige zaken (steunzool bijvoorbeeld) tot een (computergestuurde) kunsthand.